# Nalesoni Laifone
Nalesoni Laifone (c.1859 – Neiafu, Tonga, 6 de junho de 1889) foi o príncipe-herdeiro de Tonga desde 1885 após a morte de seu irmão ‘Uelingatoni até sua própria morte em 1889. Era neto do Jorge Tupou I. 

## Biografia
Nascido em 1859, foi o filho mais novo de Tēvita ʻUnga e Fifita Vavaʻu. Na época em que nasceu sua família estava fora da linha de sucessão, já que seu avô Jorge Tupou I estava casado com Salote Lupepau’u e apenas os descendentes de ambos poderiam ascender ao trono e seu pai ‘Unga era filho de Jorge Tupou I com uma concubina. A situação permaneceu assim até que seu tio Vuna Takitakimālohi faleceu em 1862 sem deixar herdeiros. Anos depois ‘Unga se tornou o príncipe-herdeiro após a edição da primeira constituição tonganesa em 1875.
Em 1879 o príncipe ‘Unga faleceu e seu irmão mais velho, ‘Uelingatoni se tornou o novo herdeiro do trono de Tonga. Em 1885 o príncipe faleceu e Nalesoni se tornou o herdeiro aparente do trono tonganês. Assim como seu irmão e seu pai, Nalesoni se tornou governador de Vava’u de 1885 até sua morte em 1889 em Neiafu, logo após enfrentar uma complicada doença. Depois de sua morte sua irmã ‘Elisiva se tornou a herdeira presuntiva ate sua própria morte em setembro de 1889, logo depois seu sobrinho Siaosi se tornou herdeiro e assumiu o trono em 1893 como Jorge Tupou II.

O príncipe Nalesoni teve um grande enterro em 1890, contando com toda a nobreza e realeza de Tonga em Vava´u.  Um viajante teria dito;
"O túmulo principal é o do recém-falecido Príncipe Laifoni [ sic]. Ocupa um espaço elevado e limpo, coberto com areia, coral e cascalho, com um círculo de pedras pretas do vulcão de Tofoa. Flores frescas são colocadas em copos ao redor da sepultura. Por enquanto, não há lápide aqui. "
Nalesoni Laifone foi casado com Luseane Anga’aefonu (1871 – 1941) descendente dos antigos Tu’i Tonga. Este casamento não gerou descendentes, mas o príncipe chegou a ter duas filhas ilegítimas. 